# La novela ecuatoriana
La novela ecuatoriana es un libro del escritor ecuatoriano Ángel Felicísimo Rojas, publicado en México en 1948 por el Fondo de Cultura Económica. La obra es un análisis detallado del género novelístico en Ecuador desde 1830 hasta 1945. Es considerado el texto de análisis literario más influyente del siglo XX en el país, marcando la pauta para la crítica literaria ecuatoriana de las décadas siguientes.
La obra se divide en tres secciones de acuerdo al periodo histórico de análisis: 1830 a 1895, 1895 a 1925 y 1925 a 1945. Cada sección incluye, además del estudio de las obras representativas del periodo, un repaso por el contexto histórico y conclusiones generales.